# Anton Ræder
Anton Henrik Ræder, född den 25 november 1855 i Kristiania, död den 26 januari 1941 i Billingstad, var en norsk filolog och historiker, son till Nicolai Ditlev Ammon Ræder.
Ræder blev filosofie kandidat 1880, föreståndare för en egen skola 1885, universitetsstipendiat 1895, expeditionschef i ecklesiastikdepartementet 1900, rektor vid Kristiania katedralskola 1907 och ordförande i statens undervisningsråd 1909, varjämte han var ledamot av styrelserna för handelsgymnasiet, arbetarinstitutet och konstindustrimuseet i Kristiania. Jämte denna mångsidiga pedagogiska verksamhet utvecklade ett omfångsrikt författarskap som historiker och klassisk filolog. År 1893 tog han filosofie doktorsgrad på avhandlingen Athens politiske udvikling i tiden fra Kleisthenes til Aristeides's reform (i Kristiania Videnskabsselskabs skrifter, samma år). Hans viktigaste skrifter är för övrigt Keiser Hadrian (1897), Det romerske kolonats udvikling (i "Nordisk tidsskrift for filologi", 1898), Romerriget (band 2 av "Folkenes historie", 1904), Kulturhistoriske skildringer fra den romerske keisertid (samma år); det betydande och grundläggande arbetet L'arbitrage International chez les Hellénes (i "Publications de l'Institut Nobel norvégien", I, 1912) och Fra keisertidens Rom (1915). Dessutom författade han flera läroböcker i historia för olika skolstadier och den populära handboken Historien i fortæellinger for skolen og hjemmet (1895; 2:a upplagan 1901).